# 花山院定長
花山院 定長（かさんのいん さだなが）は、鎌倉時代の公卿。鷹司定長とも。従二位参議左中将。父は大納言花山院長雅。母は権大納言藤原実持女按子。

## 早世続く花山院家
花山院家本家の当主に早世が相次ぐ中、花山院長雅の長男として昇進が早かったが定長も早世してしまった。

## 経歴
以下、『公卿補任』と『尊卑分脈』の内容に従って記述する。
- 文応元年（1260年）12月29日、叙爵。
- 弘長2年（1262年）1月19日、従五位上に昇叙。同年12月2日、侍従に任ぜられる。
- 弘長3年（1263年）2月19日、正五位下に昇叙[2]。
- 文永3年（1266年）2月1日、出雲権介を兼ねる。
- 文永4年（1267年）2月27日、左少将に任ぜられる。
- 文永5年（1268年）1月5日、従四位下に昇叙。同月7日、左少将は元の如し。
- 文永7年（1270年）1月20日、禁色を許される。同月21日、伊予介を兼ねる。同年9月4日、左中将に転任。同年12月4日、従四位上に昇叙。
- 文永8年（1271年）10月5日、正四位下に昇叙。
- 文永11年（1274年）2月16日、尾張介を兼ねる。同年、4月5日、従三位に叙される。同日、左中将は元の如し。
- 建治元年（1275年）1月18日、陸奥権守を兼ねる。同年12月22日、参議に任ぜられる。同月26日、左中将は元の如し。
- 建治3年（1277年）1月27日、正三位に昇叙[3]。
- 弘安元年（1278年）4月19日、従二位に昇叙[4]。
- 弘安3年（1280年）3月12日、讃岐権守を兼ねる。
- 弘安4年（1281年）1月10日、卒去。享年23。

## 系譜
父：花山院長雅

母：清水谷按子 - 従三位、権大納言清水谷実持女
- 妻：宰相局
  - 男子：花山院清雅